# Knemidokoptes
Genre
Knemidokoptes est un genre d'acariens parasites de la famille des Epidermoptidae qui infectent la peau ou le follicule plumeux des oiseaux sauvages et domestiques.

## Liste des espèces
Selon GBIF (19 octobre 2024) :
- Knemidokoptes glaberrimus Sicher, 1893
- Knemidokoptes intermedius Fain & Macfarlane, 1967
- Knemidokoptes jamaicensis Turk, 1950
- Knemidokoptes mutans (Robin & Lanquetin, 1859)
- Knemidokoptes phasiani Mégnin, 1880
- Knemidokoptes pilae Lavoipierre & Griffiths, 1951
- Knemidokoptes prolificus Railliet & Henry, 1908

## Systématique
Le nom valide complet (avec auteur) de ce taxon est Knemidokoptes Fürstenberg (d), 1870.
Knemidokoptes a pour synonymes :
- Cnemidocoptes Cambridge, 1875
- Cnemidocoptes Lavoipierre & Griffiths, 1951
- Knemidocoptes Oudemans, 1898